# So Many Pros
"So Many Pros" é uma canção do rapper estadunidense Snoop Dogg com participação não creditada de Charlie Wilson, Chad Hugo, Pharrell Williams e Rhea Dummett. Foi lançada em 14 de abril de 2015 como segundo single de seu decimo terceiro álbum de estúdio Bush, com o selo das editoras discográficas I Am Other e Columbia Records. A canção foi produzida por Pharrell, e produção adicional de Chad Hugo ambos mebros do The Neptunes. Williams também participou da composição da faixa, juntamente com o interprete.

## Música e vídeo

### Lançamento
Foi confirmado como o segundo vídeo single do álbum pelo instagram do rapper em 13 de abril de 2015. Seu lançamento ocorreu em 14 de abril de 2015. Foi lançado em 24 de abril o vídeo teaser da faixa.

### Sinopse
O videoclipe foi dirigido por François Rousselet, e homenageia grandes sucessos do cinema mundial, fazendo pôsters covers dos mesmos, no qual Snoop  e Pharrell aparecem como protagonista. Assim como o single de abertura do disco, So Many Pros tem seu videoclipe em estilo retro e psicodélico.

## Faixas e formatos
| So Many Pros — Download digital |                |                                  |                   |         |  |
| N.º                             | Título         | Compositor(es)                   | Produtor(s)       | Duração |  |
| 1.                              | "So Many Pros" | Calvin Broadus Pharrell Williams | Pharrell Williams | 4:06    |  |

## Créditos
- Artista principal — Snoop Dogg
- Compositor — Snoop Dogg e Pharrell Williams
- Produtor — Pharrell Williams
- Produtor adicional — Chad Hugo
- Gravado — Andrew Coleman e Mike Larson
- Mixagem — Mick Guzauski
- Vocal de apoio — Charlie Wilson, Chad Hugo, Pharrell Williams e Rhea Dummett
- Guitarra — Brent Paschke
- Diretor do videoclipe — François Rousselet

## Prêmios
| Ano  | Cerimônia             | Prêmio                 | Resutado |
| ---- | --------------------- | ---------------------- | -------- |
| 2015 | MTV Video Music Award | Melhor direção de arte | Venceu   |

## Desempenho nas paradas
| Paradas (2015)                                | Melhor posição |
| --------------------------------------------- | -------------- |
| Estados Unidos (Billboard Twitter Top Tracks) | 47             |
| França (SNEP)                                 | 169            |

## Histórico de lançamento
| País           | Data                | Formato          |
| -------------- | ------------------- | ---------------- |
| Estados Unidos | 14 de abril de 2014 | Download digital |
| Itália         | 1 de maio de 2015   | Radio Airplay    |